# Hideki Kamiya
Hideki Kamiya (神谷 英樹 Kamiya Hideki?, nacido el 19 de diciembre de 1970) es un diseñador de videojuegos que formó parte de Capcom y Clover Studio. Trabajó con otros exmiembros de Clover Studio en la compañía que fundó, PlatinumGames; hasta el 12 de octubre de 2023, fecha en que abandonó la compañía.

## Carrera
Tras terminar los estudios en la universidad, Kamiya solicitó trabajo en diversos desarrolladores de videojuegos. Fue rechazado por Sega y aceptó una solicitud de Namco. Sin embargo, Namco quería de él más un artista que un diseñador de videojuegos. Kamiya comenzó a trabajar como diseñador para Capcom en 1994. Sus primeros trabajos incluye la planificación original de Resident Evil y la dirección de Resident Evil 2. Más tarde, también fue el director de Devil May Cry y del original Viewtiful Joe. En 2006, Kamiya trabajó como director de la versión para PlayStation 2 de Ōkami.
Se unió con antiguos colegas de Capcom, junto los que se encuentra Atsushi Inaba y Shinji Mikami, para crear su propia compañía, poco antes de que Clover Studio fuera clausurada por Capcom a finales de 2006. Esta nueva compañía, más tarde llamada PlatinumGames, anunció un acuerdo para realizar cuatro juegos con la editora Sega. Entre ellos, se incluía una idea original de Kamiya, Bayonetta.
Kamiya ofreció su voz para Six Machine de Viewtiful Joe y a Godot de Phoenix Wright: Ace Attorney Trials and Tribulations.
Como diseñador de videojuego, Kamiya se inspiró gracias a The Legend of Zelda: A Link to the Past y Gradius. Su juego favorito es el Castlevania original.

## Trabajos
- Arthur to Astaroth no Nazo Makaimura (1996) - planificación
- Resident Evil (1996) - planificación del sistema
- Resident Evil 2 (1998) - director
- Devil May Cry (2001) - director
- Resident Evil Zero (2002) - diseño del juego
- Viewtiful Joe (2003) - director
- Gyakuten Saiban 3 (2004) - seiyū
- Viewtiful Joe 2 (2004) - historia
- Viewtiful Joe: Double Trouble (2005) - diseño del juego, historia
- Ōkami (2006) - historia, director
- Bayonetta (2009) - director
- The Wonderful 101 (2013) - director
- Bayonetta 2 (2014) - guion y supervisor
- Astral Chain (2019) - supervisor
- Bayonetta 3 (2022) - director ejecutivo
- Ōkami 2 (??)- director